# Cloephoracris caesia
Cloephoracris caesia är en insektsart som beskrevs av David M. Rowell 1999. Cloephoracris caesia ingår i släktet Cloephoracris och familjen Romaleidae. Inga underarter finns listade i Catalogue of Life.